# ノースアンナの戦い
ノースアンナの戦い（ノースアンナのたたかい、英:Battle of North Anna）は、南北戦争における北軍ユリシーズ・グラント中将の南軍ロバート・E・リーの北バージニア軍に対するオーバーランド方面作戦の一部として、1864年5月23日から26日に行われた戦闘である。両軍の会戦形式ではなくバージニア州中部の多くの場所で起こった小さな戦闘の連続であり、個々の戦闘は時として、「電信道路橋」と「ジェリコミル」（5月23日の戦闘）、「オックスフォード」、「クァールズミル」および「ハノーバージャンクション」（5月24日）というように直接その場所の名前で呼ばれることがある。

## 背景
スポットシルバニア・コートハウスの戦い後の1864年5月20日夜、グラントはウィンフィールド・スコット・ハンコック少将の第2軍団をスポットシルバニアからミルフォード・ステーションに派遣し、そこでマタポニ川の西岸に陣取らせて南軍に遭遇すれば如何なるときも攻撃させるように仕向けた。グラントはリーが北軍の孤立した軍団という餌に食いついて攻撃してくれば、南軍を開けた戦場に引き出して攻撃することができると期待していた。
北軍のアルフレッド・トーバート准将の騎兵隊がミルフォード・ステーションで南軍の歩兵隊の小さな部隊を駆逐した。南軍ウェイド・ハンプトン少将の騎兵隊がこの動きについてリー将軍に警告した。リーはそれが単に、北軍がまた南軍の右側面に回りこみ南軍とリッチモンドの間に入り込もうとする動きの始まりと理解した。リーはポー川の南岸に自隊を動かし始めたがスポットシルバニアに残っていた北軍ガバヌーア・ウォーレン少将の第5軍団、アンブローズ・バーンサイド少将の第9軍団（ジョージ・ミード少将の直接指揮下にあるポトマック軍に付けられていた）およびホレイショ・ライト少将の第6軍団が5月21日に退いたとき、リーは南のノースアンナ川へ撤退を命じた。グラントはハンコック軍団を孤立させたままにしておくことが心配になり、ポトマック軍の残りを移動させてリーが攻撃してくる前に南東のハンコック軍団と合流させたのが主要な理由となって、リーを罠に掛けようという初めの作戦は潰えた。

## 戦闘
リー軍は5月22日にノースアンナ川に到着した。この方面作戦では初めてリー軍はかなりの援軍を受けた。それは無力になっていたベンジャミン・バトラー少将に対してジェームズ川を守っていたジョージ・ピケット少将の師団、およびシェナンドー渓谷からジョン・ブレッキンリッジ少将の部隊、総勢で9,000名だった。これが北バージニア軍にとってプラス面の進展であれば、悪い知らせも入ってきた。上級指揮官達の多くが任務を外れることになった。A・P・ヒル中将は荒野の戦いで原因不明の病気に罹り、任務に戻ったものの依然として容態は良くなかった。リチャード・イーウェル中将はスポットシルバニアで苦しんだことから疲れ果てていた。ジェイムズ・ロングストリート中将は荒野の戦いで負傷していた。リー自身は消耗性の下痢症で急に弱っていた。任務遂行可能な唯一の軍団指揮官はリチャード・H・アンダーソン少将であり、第1軍団を指揮していたが、ロングストリートの負傷で最近昇格したばかりであり、軍団レベルの指揮は経験が足りなかった。
南軍はノースアンナ川の急斜面を持つ南岸背後に巧妙に陣取り、工作でうまく防御を施していた。「豚の鼻ライン」とも呼ばれることのある逆V字形をなす5マイル (8 km) の前線であり、その先端は一帯で唯一防御が可能な渡河点であるオックスフォードで川に接していた。V字の西方の線はニューマーケットの南西に達し、A・P・ヒルの軍団が守った。V字の東方の線はアンダーソンとイーウェルの軍団であり、イーウェル軍団は南東のハノーバージャンクションまで伸びていた。
ポトマック軍は5月23日にノースアンナ川に達した。ウォーレンがオックスフォードの北西、防御の無いジェリコミルで渡河を始めたが、午後6時、A・P・ヒルがウォーレンの第5軍団を川に落とそうと攻撃した。その攻撃は細工の無いものであって成功せず、ウォーレン軍団は容易に川を渉ることができ、ヒルの前線に直面して塹壕線に入った。リーはヒルがバラバラな攻撃を行ったことで激怒した。もしヒルが渡河点でその全軍団をもって攻撃を掛けておれば、ウォーレンは敗北していたかもしれない。リーは、「何故貴方はストーンウォール・ジャクソンがやったようにやらなかったのだ？全軍を繰り出してあいつらに向かわせれば後退させられたのではないか？」と叱った。
5月24日、ハンコックの第2軍団がオックスフォードの東、チェスターフィールド橋で攻撃を掛け、川を渉り、アンダーソンとイーウェルと向かい合って陣を占めた。バーンサイドの第9軍団が中央だった。その軍団はオックスフォードとジェリコミルの間にあるクァールズミルで渡河を試みたが、抵抗が強く、バーンサイドは渡河を中断してV字の頂点に向かいあう川の北岸に留まった。
グラントはここで初めてリーに出し抜かれたことに気付いた。グラント軍はあまりに早く前進したのでその部隊は広く離れた3つの部分となり、南軍のV字を取り囲んでいた。ある部隊が1つの側面から他の部隊の補強に回ろうとすればノースアンナ川を2回渉らねばならなかった。リーはどちらの部隊を攻撃することも可能であり、ハンコックやウォーレンがタイミングよく互いを支援できない状態のままそのどちらかを圧倒できる状態にあった。このとき南軍は内側の前線に戻って他方の側を攻撃することが可能だった。最も攻撃されそうな部隊は東側のハンコック第2軍団だった。しかし、リーが病気であるということは彼がこの時間帯の大半を後方のテントに居たということであり、有能な部下にも欠けていたことにより、北軍のどちらの軍団にも積極的な攻撃を掛けられなかった。
グラントは短時間南軍の前線を探り、挟み撃ちも考えたが、防御が極めて固いと認識した。グラントは攻撃しないことに決め、5月25日と26日は軽い小競り合いが起こっただけだった。グラントはジェイムズ・H・ウィルソンの騎兵師団に川を渉って西に向かわせ、北軍が南軍の左側面を包み込もうとしているとリーに思い込ませようとした。この騎兵師団は行軍中にバージニア中央鉄道の線路を破壊したが、敵との重大な接触は無かった。5月26日の日没後、グラントは20マイル (32 km) 南東の重要な交差点であるコールドハーバーまでその軍を退いた。グラントはリーに対するこの進展で勇気付けられ、ワシントンD.C.にいる参謀総長のヘンリー・ハレックに宛てて次の手紙を書いた。

## 戦闘の後
グラントの楽観論と強固な防御線を攻撃することを躊躇ったことは、次のコールドハーバーの戦いで厳しく試されることになった。一方ノースアンナの戦いは他の南北戦争の戦闘に比較すれば小さな事件であることが分かった。北軍は4日間で186名が戦死し、負傷792名、不明または捕虜が165名、合計で1,143名の損失となった。南軍の損失は記録されていないが、A・P・ヒルとウォーレンの流血の多い戦闘のために、2,000名前後の損失を受けたと考えられる。